# Privatzahnarzt
Ein Privatzahnarzt ist ein niedergelassener Zahnarzt, der nicht an der vertragszahnärztlichen Versorgung teilnimmt. Im Gegensatz zum Vertragszahnarzt (Kassenzahnarzt) hat er keinen Kassenarztsitz und keine Zulassung einer kassenzahnärztlichen Vereinigung (KZV). Ein Privatzahnarzt behandelt alle Patienten unabhängig von ihrem Versicherungsstatus. Allerdings erstatten die gesetzlichen Krankenkassen – auch bei Notfällen – keine Behandlungskosten. Bei Privatpatienten, Beihilfeberechtigten und Kassenpatienten mit privater Zusatzversicherung richtet sich die Erstattung nach dem Versicherungstarif.
Grundlage der Abrechnung von Leistungen durch einen Privatzahnarzt ist immer die Gebührenordnung für Zahnärzte (GOZ). Dies folgt aus § 612 BGB, wonach bei Bestehen einer Taxe – die GOZ gilt als Taxe – diese anzuwenden ist. Er unterliegt insbesondere dem § 1 Abs. 2 GOZ:
Vergütungen darf der Zahnarzt nur für Leistungen berechnen, die nach den Regeln der zahnärztlichen Kunst für eine zahnmedizinisch notwendige zahnärztliche Versorgung erforderlich sind. Leistungen, die über das Maß einer zahnmedizinisch notwendigen zahnärztlichen Versorgung hinausgehen, darf er nur berechnen, wenn sie auf Verlangen des Zahlungspflichtigen erbracht worden sind.
Leistungen „auf Verlangen“ sind z. B. rein kosmetische Maßnahmen (Bleaching, Glitzersteinchen...). Diese werden nicht von Versicherungen übernommen.
Darüber hinaus unterliegt der Zahnarzt einer Berufsaufsicht. Grundlage ist hierfür die Berufsordnung der Zahnärztekammer, der er kraft Gesetzes (Heilberufe-Kammergesetz) angehören muss.
Der Privatzahnarzt muss seine Niederlassung der zuständigen Zahnärztekammer bekannt geben. Darüber hinaus muss er beim zuständigen Gesundheitsamt gemeldet sein. Der Privatzahnarzt gehört in Deutschland zu den freien Berufen, ebenso wie er in Österreich zu den freien Berufen gehört.
In Deutschland gibt es ca. 500 Privatzahnärzte (Stand 2012).

## Zahnärztlicher Privatpatient
Im Gegensatz zum Kassenpatienten, der sich mit der Vorlage seiner Krankenversicherungskarte, bzw. der elektronischen Gesundheitskarte als solcher zu erkennen gibt, wird zwischen Zahnarzt und Privatpatient – meist konkludent – ein Behandlungsvertrag geschlossen. Davon unberührt ist ein eventl. Versicherungsvertrag des Privatpatienten mit einer Privaten Krankenversicherung (PKV). Einschränkungen des Versicherungstarifs (z. B. Begrenzung des Steigerungssatzes oder Preisliste für zahntechnische Leistungen) braucht der Zahnarzt bei der Rechnungslegung somit nicht zu berücksichtigen.
Der Zahnarzt hat als Nebenpflicht aus dem Behandlungsvertrag die Pflicht, den Patienten bei der Erstattung zu unterstützen. Er sollte also bei umfangreicheren (teureren) Behandlungen einen Kostenvoranschlag erstellen und den Patienten darauf hinweisen, dass er eine Kostenübernahmeerklärung von seiner PKV einholen sollte. Allerdings gehen die Pflichten des Zahnarztes nicht so weit, sich den Versicherungsvertrag oder die Kostenübernahmeerklärung der PKV von seinem Patienten vorlegen zu lassen oder ihn versicherungsrechtlich zu beraten. Dies ist auch bei der Vielzahl der auf dem Markt befindlichen privaten Zahnversicherungstarife, den unterschiedlichen Vertragsklauseln, unterschiedlichen Höhen der Selbstbeteiligungen, Wartezeiten, Staffeltarifen, Tarifausschlüssen, individuellen Leistungsausschlüssen u.v. a. nicht möglich.
Über die Hälfte aller Privatpatienten sind beihilfeberechtigt. Hier greifen unterschiedliche Beihilfe-Richtlinien, die für einen Patienten schwer verständlich sind. Auch hier gibt es Leistungsausschlüsse, Erstattungsbegrenzungen und unterschiedliche Beihilfesätze.
Gesetzliche Versicherte können sich – unter Verzicht auf ihren Sachleistungsanspruch bei der Gesetzlichen Krankenversicherung – ebenfalls als Privatpatienten behandeln lassen. Sie werden auch „Selbstzahler“ genannt.

## Rechnungs- und Erstattungstransparenz
Die Abrechnungsbestimmungen der GOZ sind auch für Fachleute kompliziert, so dass der Patient letztlich die Richtigkeit einer GOZ-Rechnung kaum selbst nachprüfen kann. Eine seriöse Praxis wird die Rechnung auf Wunsch verständlich erläutern.
Insgesamt fehlt es für den einzelnen Versicherten an einer Erstattungstransparenz, so dass nur entsprechend eingeholte Kostenübernahmeerklärungen der Kostenträger dem Versicherten zumindest einen groben Überblick über die Erstattungsleistungen verschaffen und er weiß, welche Selbstbeteiligung von ihm zu tragen ist.
Hinzu kommen unterschiedliche Auslegungen der GOZ-Bestimmungen durch die Privaten Krankenversicherungen einerseits und die Zahnärztekammern andererseits. Das betrifft vor allem innovative Leistungen, die in der GOZ noch nicht enthalten sind.
Beihilferichtlinien sind oft für einen Patienten schwer verständlich. Auch hier gibt es Leistungsausschlüsse, Erstattungsbegrenzungen und unterschiedliche Beihilfesätze.

## Zielleistungsprinzip
Siehe Hauptartikel Zielleistungsprinzip.
Das Zielleistungsprinzip ist ein Begriff aus der privaten Gebührenordnung für Ärzte (GOÄ) bzw. der privaten Gebührenordnung für Zahnärzte (GOZ) und hat die Vermeidung der doppelten Honorierung ärztlicher Leistungen zum Ziel. In § 4 Abs. 2 GOZ, die seit 1. Januar 2012 in Kraft ist, heißt es dazu:
„Für eine Leistung, die Bestandteil oder eine besondere Ausführung einer anderen Leistung nach dem Gebührenverzeichnis ist, kann der Zahnarzt eine Gebühr nicht berechnen, wenn er für die andere Leistung eine Gebühr berechnet. Dies gilt auch für die zur Erbringung der im Gebührenverzeichnis aufgeführten operativen Leistungen methodisch notwendigen operativen Einzelschritte. Eine Leistung ist methodisch notwendiger Bestandteil einer anderen Leistung, wenn sie inhaltlich von der Leistungsbeschreibung der anderen Leistung (Zielleistung) umfasst und auch in deren Bewertung berücksichtigt worden ist.“

## Behandlungsfehler
Beim Verdacht eines Behandlungsfehlers im privatzahnärztlichen Bereich kann ein medizinisches Privatgutachten weiterhelfen.
Zur außergerichtlichen Klärung kommen in Frage:
- Gespräch zwischen Patient und behandelndem Zahnarzt
- Direkte Verhandlung zwischen Rechtsanwalt und Haftpflichtversicherung des Zahnarztes
- Schlichtungsstellen der Zahnärztekammern

Das Verfahren vor einer Schlichtungsstelle kommt jedoch nur in Gang, wenn der beschuldigte Zahnarzt dem Schlichtungsverfahren zustimmt.
Im Übrigen stehen für die gerichtliche Klärung die Zivilgerichte offen.